# 236 a. C.
El año 236 a. C. fue un año del calendario romano prejuliano. En el Imperio romano se conocía como el año 518 ab urbe condita.

## Acontecimientos

### Anatolia
- Antíoco Hierax, apoyado por su madre Laódice I, se alía con los gálatas y otros dos estados que son feudos tradicionales del reino seléucida. Con la ayuda de estas fuerzas, inflige una aplastante derrota al ejército de su hermano mayor Seleuco II en Ancira en Anatolia. Seleuco deja el país detrás de los montes Tauro a su hermano y los otros poderes de la península.

### Egipto
- Eratóstenes es nombrado por el rey Ptolomeo III Evergetes cabeza y tercer bibliotecario de la Biblioteca de Alejandría.

### República romana
- Consulados de Publio Cornelio Léntulo Caudino y Cayo Licinio Varo en la Antigua Roma.[1]